# Acid cyanic
Axít xyanic là một chất lỏng không màu rất độc hại với nhiệt độ bay hơi là 23,5 °C và nhiệt độ nóng chảy là -81 °C. Ở 0 °C axít xyanic được chuyển hóa thành xyamelit.
Trong dung dịch nước thì axít xyanic bị thủy phân thành carbon dioxide và amonia.
Axít xyanic là đồng phân của axit fulminic.
Có hai tautome tồn tại đối với axít xyanic là   N{\displaystyle \equiv }C-O-H và H-N=C=O.
Nó được tạo thành trong phản ứng của xyanat kali và axít formic.
Chất tam phân của axít xyanic là axit xyanuric.